# Широкое (Верхнеднепровский район)
Широкое (укр. Широке) — село,
Верховцевский городской совет,
Верхнеднепровский район,
Днепропетровская область,
Украина.
Код КОАТУУ — 1221010302. Население по переписи 2001 года составляло 431 человек.

## Географическое положение
Село Широкое находится у истоков реки Сухая Сура,
на расстоянии в 1 км от города Верховцево и в 1,5 км от села Чкаловка.
Река в этом месте пересыхает, на ней сделана запруда.
Рядом проходят автомобильная дорога Т-0429 и
железная дорога, станция Платформа 125 км в 1-м км.